# Eulalia Domanowska
Eulalia Marcjanna Domanowska (ur. 9 marca 1960 w Białymstoku) – polska krytyczka sztuki i kuratorka. W latach 2015–2019 dyrektor Centrum Rzeźby Polskiej w Orońsku. Od 2022 dyrektor Państwowej Galerii Sztuki w Sopocie.

## Życiorys
Ukończyła historię sztuki na Uniwersytecie Warszawskim w 1996; następnie w latach 2002–2006 odbyła studia z zakresu języka szwedzkiego, sztuki szwedzkiej, muzeologii, etnologii oraz sztuki gender na Uniwersytecie w Umeå w Szwecji.
Wieloletnia kuratorka wystaw z zakresu sztuki współczesnej. W latach 2015–2019 była dyrektorką Centrum Rzeźby Polskiej w Orońsku. Wykładowczyni historii sztuki na kierunku Grafika w Wyższej Szkole Informatyki Stosowanej i Zarządzania w Warszawie. W 2022 w drodze wygranego konkursu została powołana przez prezydenta Sopotu Jacka Karnowskiego na stanowisko dyrektora Państwowej Galerii Sztuki w Sopocie. Dwie osoby, które przegrały ten konkurs opisały w wywiadzie prasowym swoje  wątpliwości dotyczące prawidłowości jego przebiegu.   
Krytyczka sztuki, kuratorka ponad stu wystaw w Polsce i Europie, m.in. Tony’ego Cragga i Henry’ego Moore’a w Centrum Rzeźby Polskiej w Orońsku. Autorka wielu publikacji poświęconych zagadnieniom sztuki współczesnej.
Specjalizuje się w sztuce nowoczesnej i współczesnej, interesuje się szczególnie sztuką w przestrzeni publicznej i sztuką w Krajobrazie. Redaktorka naczelna Kwartalnika Rzeźby „Orońsko”.
Członkini Sekcji Polskiej Association of Art Critics i International Association of Curators of Contemporary Art.

## Wystawy
- 2021: Ursula von Rydignsvärd „Tylko Sztuka/Nothing by Art”, Centrum Rzeźby Polskiej w Orońsku, kurator: Eulalia Domanowska[7][8]
- 2017: „Tony Cragg. Rzeźba”, Muzeum Współczesne Wrocław